# Gara Cernavodă Pod
Gara Cernavodă Pod este o stație de cale ferată care deservește municipiul Cernavodă, România.